# الاستزراع السمكي

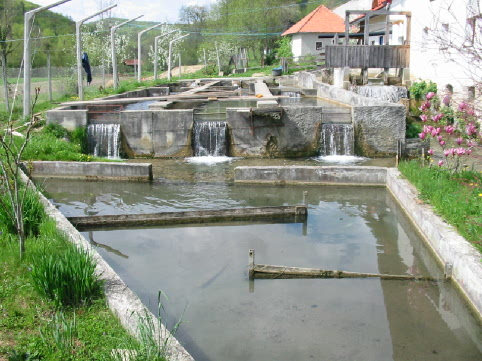
تربية الأسماك.

الاستزراع السمكي هو تنمية أو تربية الأحياء المائية سواء كانت نباتات أو حيوانات في مزارع مائية يمكن السيطرة عليها تحت ظروف بيئيه مناسبة.الهدف من الاستزراع السمكي هو زيادة إنتاج الأسماك بكثرة، وتنويع مصادر الدخل، وزيادة فرص العمل.

## الأبحاث والتجارب

### سلطنة عمان
الاستزراع السمكي في سلطنة عمان، رسميًا وثق أول بحث عن الاستزراع السمكي، في عام 1994، حيث ركز على إكثار وإنتاج صغار الصفيلح العماني ومن بعده أُقيمت العديد من التجارب في عام 1995 م التي اهتمت بتربية وإكثار الروبيان الأبيض الهندي واستزراع المحار الصخري.

## أنواع الاستزراع السمكي
1-حسب الأنظمة (درجة الكثافة)
- الاستزراع الواسع هو نظام لإنتاج الأسماك يحتاج لمدخلات قليلة كالغذاء مثل العوالق الحيوانية والنباتية واللافقاريات للأحواض المراد استزراعها.
- الاستزراع المكثف يتم في هذا النظام تربية الأسماك في أحواض صغيرة المساحة وغالبا مصنوعة من الإسمنت. تعتبر الأعلاف الصناعية التي تحوي على جميع العناصر المغذية هي الغذاء المقدم لهذا النوع من الأنظمة. يتميز بسهولة السيطرة على الأمراض وإنتاج عدد كبير من الأسماك. ومن عيوبه حاجته لرأس مال عالي.
- الاستزراع شبه المكثف يتم في هذا النوع من الاستزراع دمج الغذاء الاصطناعي والطبيعي معا ويتميز بسهولة السيطرة عليه وإنتاج الأسماك عالي جدا ومن عيوبه صعوبة السيطرة على الأمراض التي من الممكن أن تصيب الأسماك أو البيئة.
- الاستزراع المتكامل يكون هذا النظام متكامل بين تربية الأسماك وزراعة النباتات بحيث تروى المزروعات من الماء الخارج من أحواض الأسماك

## طرق الاستزراع السمكي
- التربية في الأقفاص
- التربية في الأحواض الترابية
- التربية في الأحواض الصناعية